# Jakob Lestschinsky
Jakob Lestschinsky, russisch Лещинский, Яков, hebräisch לשצ'ינסקי, יעקב, auch Jacob Lestschinsky; (geboren 26. August 1876 in Horodyschtsche, Russisches Kaiserreich; gestorben 22. März 1966 in Jerusalem) war ein zumeist in Jiddisch, aber auch in Deutsch schreibender Statistiker und jüdischer Gelehrter, der sich besonders mit der wirtschaftlichen Lage der Juden Europas befasste.

## Leben
Lestschinsky wurde in der Nähe von Kiew geboren und erhielt eine traditionelle jüdische Ausbildung. 1898 kam er nach Odessa, um als Autodidakt weltlichen Studien nachzugehen. Hier gab er Unterricht in Hebräisch, während er sich auf ein Auslandsstudium vorbereitete. Ab 1901 besuchte er die Universität in Bern. 1903 veröffentlichte er in der Ha-Shiloaḥ mit Statistics of a Small Town seine erste Arbeit zur Statistik und studierte in Zürich auf. Als Anhänger von Ahad Ha-Am näherte sich zeitweise dem russischen Sozialismus an. Nach seiner Rückkehr aus der Schweiz propagierte er die Ideen des sozialistischen Zionismus in Warschau und anderen Städten des Russischen Reiches. 1903 wurde er als Delegierter zum Sechsten Zionistischen Kongress nach Basel geschickt, wo er die Territorialisten unterstützte. Er gehörte zu den Gründern der Zionistischen Sozialistischen Partei und nahm 1910 an ihrem Kongress in Wien teil. Lestschinsky kehrte vor dem Ausbruch des Ersten Weltkrieges nach Warschau zurück, um für die ORT zu arbeiten.
Er trat vor 1917 als führender Sozialwissenschaftler in den Kreisen jiddischistischer marxistischer Nationalisten auf und spielte eine zentrale Rolle in den jüdischen Institutionen, die 1918 bis 1920 in der Ukraine gegründet wurden. 1919 gab er sein politisches Engagement auf. Er war ein überzeugter Antibolschewik und lebte für einige Zeit in Deutschland. Ab 1921 war er Korrespondent der New Yorker jiddischsprachigen Zeitung Forverts in Berlin, für die er über 40 Jahre lang tätig war. 1925 gehörte er zu den Gründern des YIVO und leitete dessen Sektion für Wirtschaftsstatistik in Berlin. Der Hauptsitz der Organisation befand sich in Wilna. Für diese fertigte er demografische und statistische Studien an. Er gab von 1923 bis 1926 die Bleter far yidisher demografye, statistik, un ekonomik heraus. Er gründete und leitete ab 1926 die wirtschaftsstatistische Abteilung der YIVO und gab deren Ekonomishe shriftn und Yidishe ekonomik heraus.
Am 11. März 1933 wurde Lestschinsky inhaftiert, weil er im Forverts Artikel veröffentlicht hatte, in denen er das NS-Regime kritisierte, und er wurde aus Deutschland ausgewiesen. Er zog zuerst nach Prag, dann nach Riga und ließ sich 1934 in Warschau nieder. Er blieb bis 1938 in Polen und emigrierte anschließend in die USA und lebte in New York. Dort schrieb er ausführlich über die jüdische Demographie, Soziologie und Wirtschaft und arbeitete mit dem Institut für jüdische Angelegenheiten des World Jewish Congress zusammen. Er blieb bis in die 1950er Jahre mit dem YIVO verbunden, deren Hauptsitz sich inzwischen in New York befand. Im Januar 1945 war er der erste, der während einer YIVO-Konferenz in New York die Zahl der Opfer des Holocausts auf rund sechs Millionen schätzte. Im Jahr 1959 ging er nach Israel.

## Schriften (Auswahl)
- Der Yidisher Arbeter in Russland. Vilnius, 1906.
- Der Yidisher Arbeter in London. Vilnius, 1907.
- Dos ekonomishe lebn fun yidn in Rusland farn 19tn yorhundert. Kiew 1918.
- Dos yidishe ekonomishe lebn in der yidisher literatur. Warschau 1921.
- Dos yidishe folk in tsifern. Berlin 1922.
- Jüdische Bevölkerungsbewegung. 1926.
- Die Umsiedlung und Umschichtung des jüdischen Volkes im Laufe des letzten Jahrhunderts. In: Weltwirtschaftliches Archiv. 30, 1929, S. 123–155.
- Das wirtschaftliche Schicksal des deutschen Judentums. 1932.
- Der wirtschaftliche Zusammenbruch der Juden in Deutschland und Polen. Exekutivkomitee für den jüdischen Weltkongreß, Paris 1936.
- Dos sovietishe Yudentum. 1941.
- Balance Sheet of Extermination. 1946 (berechnet die jüdischen NS-Opfer auf 5 978 000).
- Crisis, Catastrophe and Survival: A Jewish Balance Sheet. New York, 1948